# Thore Gustaf Halle

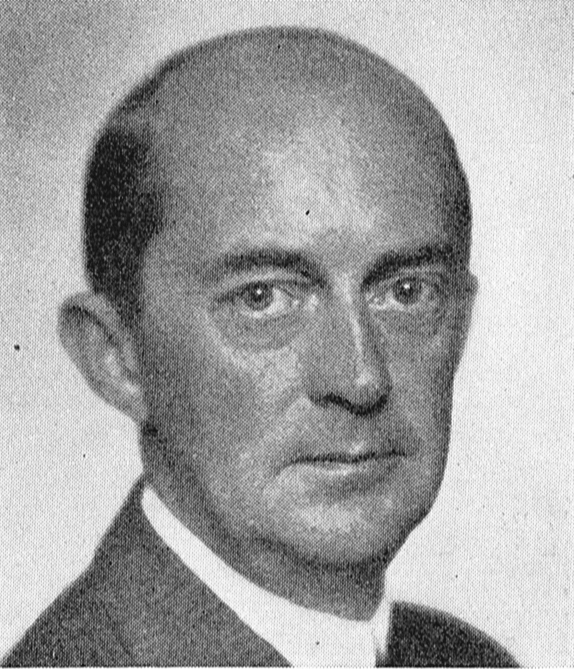
Thore Gustaf Halle

Thore Gustaf Gustafsson Halle (* 25. September 1884 in Mullsjö, Skaraborgs län; † 12. Mai 1964) war ein schwedischer Paläobotaniker und Geologe. Er war Direktor des Naturhistorischen Reichsmuseums und leitete dort die Paläobotanik. Sein offizielles botanisches Autorenkürzel lautet „T.Halle“.
Als Bryologe publizierte er unter T. Gustafson.

## Leben
Er studierte ab 1903 Geologie und Botanik an der Universität Uppsala mit dem Abschluss 1906. Im Jahr darauf wurde er Mitarbeiter von Alfred Gabriel Nathorst in der Abteilung Paläobotanik des Reichsmuseums. 1907 bis 1909 war er auf Forschungsreise in Südamerika (Falklandinseln, Chile, Argentinien, Brasilien) unter Leitung von Carl Skottsberg.  1911 wurde er in Uppsala promoviert (On the Geological Structure and History of the Falkland Islands) und wurde Dozent an der Universität Stockholm. 1916/ 17 war er auf Forschungsreise in China unter Johan Gunnar Andersson (allerdings gingen seine Sammlungen 1919 durch Schiffbruch verloren, Halle fand aber Ersatz in Zusammenarbeit mit chinesischen Geologen). 1918 wurde er Professor und Leiter der Paläobotanik am Reichsmuseum als Nachfolger von Nathorst. 1921 bis 1947 war er Direktor des Reichsmuseums. 1950 ging er in den Ruhestand.
Er war Bryologe und sammelte Moose vor allem in der Gegend von Stockholm und im übrigen Schweden. Seine Sammlung von über 10.000 Exemplaren ging an das Reichsmuseum.
Er beschrieb 1913 mesozoische Pflanzenfossilien aus Grahamland in der Antarktis, gesammelt von Johan Gunnar Andersson in der Expedition von Otto Nordenskjöld. Seine Glossopteris-Funde auf den Falklandinseln waren Gegenstand seiner Dissertation 1911. Dort fand er auch Tillite, die auf Eiszeiten im Paläozoikum deuteten.
Er wurde 1939 Vizesekretär der Königlich-Schwedischen Akademie der Wissenschaften, deren Mitglied er seit 1931 war. 1930 wurde er Ehrendoktor der Universität Cambridge. 1923 wurde er korrespondierendes Mitglied der Geological Society of London. 1928 wurde er Mitglied der Leopoldina, 1935 der Académie royale des Sciences, des Lettres et des Beaux-Arts de Belgique und 1943 Ehrenmitglied (Honorary Fellow) der Royal Society of Edinburgh.
Die Ebene Halle Flat in der Antarktis trägt seit 1964 seinen Namen.

## Schriften
- Einige krautartige Lycopodiaceen paläozoischen und mesozoischen Alters.  Arkiv för Botanik 7 (5), 1 – 17, 3 Tafeln, Stockholm 1908
- Zur Kenntnis der mesozoischen Equisetales Schwedens. Kungl. Svenska Vetenskapsakademiens Handlingar Ny Följd, Band 43, 1, 1 – 56, 9 Tafeln, Uppsala & Stockholm 1908
- A Gymnosperm with Cordaitean-like leaves from the Rhaetic Beds of Scania. Arkiv för Botanik 9 (14), 1 – 7, 1 Tafel, Stockholm 1910
- On the Geological Structure and History of the Falkland Islands, Bulletin of the Geological Institution of University of Uppsala 11, 1911, S. 115–229 (Dissertation, Uppsala)
- On Quaternary Deposits and Changes of Level in Patagonia and Tierra del Fuego, 1910
- The Mesozoic flora of Graham Land, Wissenschaftliche Ergebnisse der Schwedischen Südpolar-Expedition 1901 - 1903 unter Mitwirkung zahlreicher Fachgenossenen 3,  Generalstabens litografiska Anstalt. Stockholm 1913, S. 1–123.
- Some mesozoic plant-bearing deposits in Patagonia and Tierra del Fuego and their floras. Kungl. Svenska Vetenskapsakademiens Handlingar Ny Följd, Band 51, 3, 1 – 1958, 5 Tafeln, Uppsala & Stockholm 1914
- Lower Devonian plants from Røragen in Norway, Kungliga Svenska Vetenskapsakademiens Handlingar 57, 1916, S. 1–46
- On the sporangia of some Mesozoic ferns. Arkiv för Botanik 17 (1), 1 – 28, Tafeln, Stockholm 1922
- Palaeozoic Plants from Central Shansi, Palaeontologica Sinica Series A 2(1), 1927, S. 1–316
- The structure of certain fossil spore-bearing organs believed to belong to the Pteridosperms, Kungliga Svenska Vetenskapsakademiens Handlingar 12(6), 1933, S. 1–103
- De utdöda växterna, 2 Bände, Nordisk familjeboks förlags AB. Stockholm 1938-1940